# William de Wykeham
William de Wykeham (1324 - 27 septembre 1404) fut un prélat et homme d'État anglais.
Né à Wickham dans le Hampshire, il fut successivement intendant des constructions royales d'Édouard III (1347-56), doyen de la chapelle de Saint-Martin le Grand à Londres, garde du sceau privé (1363), secrétaire du roi, évêque de Winchester (1366), gouverneur du grand conseil, chancelier (1367). 
Le parti de Lancastre le fit éloigner du pouvoir en 1371, mais il y revint à l'avènement de Richard II (1377), et y resta jusqu'en 1390, quand il se retira dans son diocèse. 
Il avait créé à ses frais le New College à Oxford et le Winchester College à Winchester. Ce prélat avait un talent remarquable pour l'architecture.

## Biographie
William est né dans une famille sans distinctions, à Wickham, dans le Hampshire, et est éduqué dans une école de Winchester. Il est nommé juge des forêts en deçà de la Trent (Justice in Eyre circa Trent) conjointement avec Peter Atte Wode en 1361, poste qu’il tient jusqu’en 1367. Il devient secrétaire du connétable du château de Winchester où il apprend beaucoup sur le domaine de la construction. Cela le mène à un travail d’architecte pour le roi Édouard III, pour qui il reconstruit le château de Windsor pendant que le roi réside à Bear’s Rails dans le vieux Windsor. William est récompensé par l'octroi des bénéfices de plusieurs églises, avant d’être finalement ordonné prêtre en 1362. Il montre un talent considérable en tant qu’administrateur et en juin 1363 il est nommé lord du sceau privé avant d’être élu évêque de Winchester en octobre 1366 et chancelier d’Angleterre en 1367. Il démissionne de cette fonction en 1371 et entre dans un long conflit avec Jean de Gand. Cependant avec l’accession de Richard II sur le trône, William est rétabli chancelier en 1389, poste qu'il occupe jusqu'en 1391.
Malgré les fortunes et infortunes de sa longue carrière, il était au moment de sa mort le 27 septembre 1404 l’un des plus riches hommes d’Angleterre. Une grande partie de sa fortune servit à fonder des écoles, mais il laissa également une fortune à un neveu (dont descend la famille Twistelon-Wykeham-Fiennes). Sa devise était « Manners makyth man », qui, comme ses armoiries, lui avait été octroyée le College of Arms et non acquise par héritage. Sa biographie fut écrite par l’évêque Lowth. Lord Brougham dans son Old England’s Worthies (1857) et Froissart ont également écrit à son propos. « Manners makyth man » est également la devise des établissements que Wykeham fonda, Winchester College et New College à Oxford, ainsi que la Sydney Technical High School en Australie.